# Makaó címere

Makaó címere

Makaó címere (valójában: emblémája) egy zöld színű korong, rajta egy háromszirmú lótuszvirággal, felette félkörívben öt sárga csillaggal, alatta pedig egy híd, valamint a tenger hullámai láthatóak. Az öt csillag a nemzeti egységet jelképezi, és azt, hogy Makaó Kína elválaszthatatlan része. A lótuszvirág jólétet és a fejlődési szimbolizálja, szirmainak száma pedig a területet alkotó szigetekre utal. A híd és a hullámok Makaó természeti környezetét jelentik. A korong körül az országrész neve olvasható kínaiul  és portugálul. A motívum megtalálható a zászlón is.